# Cola di Rienzo

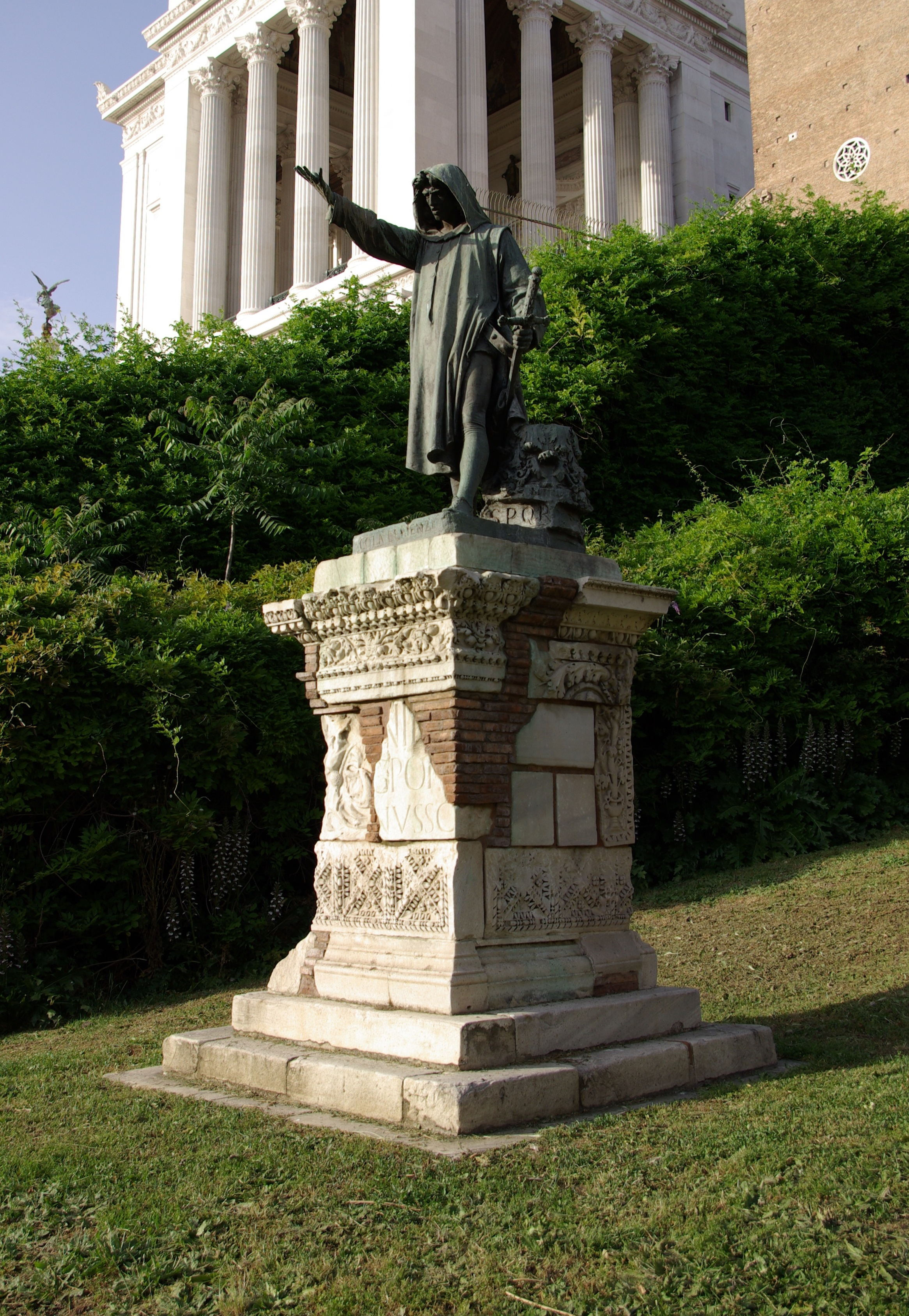
Das Denkmal Cola di Rienzos an der Cordonata in Rom

Cola di Rienzo (* Frühjahr 1313 in Rom; † 8. Oktober 1354 ebenda) war ein römischer Politiker und Volkstribun. Er wurde der Nachwelt besonders bekannt durch das dreibändige Romanwerk Rienzi, or the Last of the Tribunes (Rienzi, der letzte Tribun, 1835) von Edward Bulwer-Lytton und die davon inspirierte Oper Rienzi (1842) von Richard Wagner. Cola di Rienzo ist bis heute eine umstrittene Figur: Für die einen ist er ein Humanist und Fixstern des Renaissance-Humanismus, für die anderen ein größenwahnsinniger Tyrann.

## Leben

### Jugend und Aufstieg
Cola di Rienzo wurde in der ersten Jahreshälfte 1313 als Sohn eines Schankwirts und einer Wäscherin geboren. Die übliche Namensform „Cola di Rienzo“ stammt aus der römischen Umgangssprache, in der italienischen Schriftsprache hieß er Nicola di Lorenzo (lateinisch Nicolaus Laurentii, deutsch Nikolaus, Sohn des Laurentius). Die Namensform „Rienzi“ (von Laurentius) statt „Rienzo“ setzte sich nach Herfried Münkler im 19. Jahrhundert mit dem Roman von Edward Bulwer-Lytton durch.
Es gilt als sehr wahrscheinlich, dass di Rienzo trotz seiner einfachen Herkunft eine gründliche Ausbildung erhalten hat. Er konnte eine fundierte Kenntnis klassischer römischer Autoren und antiker Inschriften vorweisen. Dies ermöglichte ihm einen gesellschaftlichen Aufstieg und die Heirat mit der Tochter eines Notars. Er selbst ergriff ebenso den Beruf des Notars und war offenbar auch bald politisch aktiv. Im Jahr 1343 war er Mitglied einer Delegation der römischen Volkspartei, die den in Avignon weilenden Papst Clemens VI. zur Rückkehr nach Rom bewegen wollte. Clemens war Franzose und hatte wenig Lust, in das kaum noch bevölkerte, von Familienfehden zerrissene und vollkommen heruntergekommene Rom zu ziehen. Doch erregte di Rienzo die Aufmerksamkeit des Papstes, und so ernannte dieser ihn zum Notar der städtischen Kammer in Rom.
Nach seiner Rückkehr nach Rom 1344 konnte di Rienzo dadurch tiefe Einblicke in die marode wirtschaftliche und finanzielle Situation der Stadt gewinnen. Ihm, der ein großer Bewunderer des untergegangenen Römischen Reichs war, wurden die Ursachen für die Misere immer klarer: Die gewaltsamen Kämpfe zwischen den Familien Colonna und Orsini um die Macht in Rom führten zu großen Zerstörungen in der Stadt sowie zu Angst und Schrecken in der Bevölkerung. Durch die Abwesenheit des Papsttums, welches die Ewige Stadt durch das Mittelalter begleitet hatte, verfielen Verwaltung und Bausubstanz gleichermaßen. Doch als größtes Problem sah Cola di Rienzo den römischen Adel.

### Der Griff nach der Macht
Im Jahr 1347 ging di Rienzo mit einer Kampagne an die Öffentlichkeit, die man heute abwertend populistisch nennen würde: Er prangerte die Situation in Rom an, machte den Adel dafür verantwortlich und zog so das ohnehin murrende Volk auf seine Seite. Er hatte schnell Erfolg, denn schon am 20. Mai „eroberte“ er, mit dem revoltierenden Volk im Rücken, das Kapitol und vertrieb den verhassten Stadtadel aus Rom. Er rief die Republik nach altrömischem Muster aus, und die Römer verliehen ihm zum Dank den Titel „Tribun der Freiheit und erlauchter Befreier der römischen Republik dank der Autorität unseres gnädigen Herrn Jesus Christus“. Seinen Machtanspruch begründete di Rienzo insbesondere auf eine (mit der Schrift nach innen in einem Altar der Laterankirche verborgen gewesene) Bronzetafel mit der „Lex de imperio Vespasiani“, die er entdeckt hatte. Dieses Gesetz übertrug im Jahr 69 Vespasian die kaiserlichen Vollmachten.
Cola di Rienzo packte umgehend seine neuen Aufgaben als Machthaber in der Stadt Rom an. Er erließ Verordnungen und Gesetze zum Schutz der Bürger, sorgte für eine gewisse Rechtssicherheit und die Sanierung von Verwaltung und Finanzen. Tatsächlich folgte diesen Maßnahmen ein wirtschaftlicher Aufschwung, die Preise für Lebensmittel sanken und die Bürger lebten zunehmend ohne Angst. Di Rienzo fand auch prominente Bewunderer wie den Dichter und Notarskollegen Francesco Petrarca, der sich darüber sogar mit seinen Förderern, der römischen Adelsfamilie Colonna, überwarf.

### Exil und Rückkehr
Doch di Rienzos Ziele wurden nicht von jedem geteilt: Er forderte die Souveränität des römischen Volkes gegenüber Papst- und Kaisertum sowie die Einigung Italiens. Damit machte er sich sowohl bei Papst Clemens als auch beim römisch-deutschen König (und zukünftigen Kaiser) Karl IV. verdächtig. Schließlich wurde ihm jedoch sein offenbar beginnender Größenwahn zum Verhängnis. Er ließ sich am 1. August 1347 mit einer feierlichen Zeremonie in der Kirche San Giovanni in Laterano zum Ritter weihen. Fortan trug er den selbst verliehenen Titel „Kandidat des Heiligen Geistes, Ritter Nicolaus der Gestrenge und Gnädige, Befreier der Stadt, Eiferer für Italien, Freund des Erdkreises, erhabener Tribun“. Seine Prunksucht und theatralischen Selbstinszenierungen wurden in Verbindung mit den verordneten Steuererhöhungen bald sogar den Römern zu viel.
Die ursprünglich verfeindeten römischen Adelsfamilien verbündeten sich gegen den Tribun, der sich nur noch im Triumphzug und in eine altrömische Toga gewandet durch die Stadt bewegte. Am 20. November 1347 kam es an der Porta San Lorenzo zu einer blutigen Auseinandersetzung. Fast 5.000 Adelsanhänger attackierten di Rienzo und seine Anhänger, wurden jedoch abgeschlagen. Fast 100 Tote blieben auf den Straßen zurück. Kurz darauf traf di Rienzo der Bannstrahl des Papstes, und er verließ am 15. Dezember überstürzt die Stadt. Für drei Jahre lebte er bei Eremiten in den Abruzzen, was ihm wohl das Leben rettete, denn im Jahr 1348 rollte eine Pestwelle über Europa (siehe Schwarzer Tod).
Im Frühjahr 1350 kehrte di Rienzo verkleidet nach Rom zurück, um den Feierlichkeiten zum Heiligen Jahr beizuwohnen. Im Juli desselben Jahres floh er weiter nach Prag an den Hof König Karls IV., des Kandidaten für die Kaiserkrone. Diesem sagte er die Regentschaft in dem von Joachim von Fiore angekündigten Dritten Reich, dem Reich des Heiligen Geistes, voraus und versuchte ihn zu einem Feldzug nach Rom zu überreden. Doch Karl konnte sich verständlicherweise nicht für di Rienzos Ideen von der Volkssouveränität begeistern und lieferte ihn im Juni 1352 nach kurzer Zeit an Papst Clemens in Avignon aus. Doch die Ereignisse überstürzten sich: Clemens starb noch im selben Jahr und sein Nachfolger Innozenz VI. plante, die immer noch hohe Popularität di Rienzos zu nutzen, mit dem Ziel, die erneut chaotischen Zustände in Rom zu beseitigen. Um den Volkstribun auf Linie zu halten, stellte ihm der Papst den spanischen Kardinal Albornoz als Aufpasser zur Seite.

### Sturz und Tod
Albornoz war schon an der Reconquista beteiligt, er pflegte Kontakte zu den europäischen Herrscherhäusern und war ein wichtiger Diplomat im Dienst des Papstes. Er wurde mit der Aufgabe nach Rom gesandt, di Rienzo im Auge zu behalten und die Rückkehr des Papstes nach Rom vorzubereiten. Beide Aufgaben erfüllte er recht erfolgreich. Er ernannte di Rienzo zum Senator und ermöglichte so dessen triumphale Rückkehr nach Rom am 1. August 1354 – exakt sieben Jahre nach seiner spektakulären Ritterweihe.
Doch di Rienzo hatte kaum eine Chance, seine Aufgabe als Senator auszuüben. Seine Amtsführung war tyrannisch, er neigte zu ungerechten Entscheidungen. Aufgehetzt von seinen Feinden im Adel revoltierte das Volk von Rom erneut. Am Morgen des 8. Oktober 1354 wurde di Rienzo vom Aufstand überrascht und verhaftet. Man wollte ihn vor Gericht stellen, doch kaum hatte der Prozess begonnen, wurde der Volkstribun von einem Handwerker hinterrücks ermordet, seine Leiche geschändet und vor dem Palazzo Colonna für zwei Tage aufgehängt.
500 Jahre später wurde sein Ende von Richard Wagner weit heroischer dargestellt: In der Oper „Rienzi“ stirbt der Held unter den herabstürzenden Trümmern des Kapitols.

## Rezeption in der Politikwissenschaft
Der 1933 aus Deutschland emigrierte Politikwissenschaftler Franz Neumann betrachtete die Herrschaft di Rienzos als „den ersten Versuch, eine Art faschistische Diktatur zu errichten“. Hierbei erkannte er in den gesellschaftlichen Bedingungen der Machtergreifung (Wirtschaftskrise, politisches Machtvakuum und Massenelend), in di Rienzos Weg zur Macht (finanzielle Unterstützung durch die Eliten, gezieltes Taktieren, Ausnutzung enttäuschter Hoffnungen im Volk und Nutzung der Propaganda als mächtigste Waffe) und in den Methoden der Machtausübung (drakonische Gesetze, Säuberungen in Justiz und Bürokratie, Aufbau der Armee und Zunahme willkürlicher und terroristischer Maßnahmen) strukturelle Ähnlichkeiten zur Entwicklung des Nationalsozialismus in Deutschland.
Der 1983 geborene Kolja Möller hat die Geschichte des Volksaufstandes von Cola di Rienzo als Muster für die politikwissenschaftliche Politikforschung genommen. Er verweist darauf, dass diese Vorgänge über Jahrhunderte das Nachdenken über aufständische Politik prägten. An diesem Beispiel diskutierten die Zeitgenossen die Spielräume und Fallstricke einer aufständischen Politik. Möllers  Hauptthese ist, „dass der Populismus nichts Neues ist, das plötzlich in unsere Gesellschaften einbricht; vielmehr waren in der Geschichte schon immer populistische Politikformen zu beobachten.“

## Rezeption in der Kunst
- Mary Russell Mitford: Rienzi. A tragedy, 1828 (Digitalisat bei Google Books; dt. von Ernst Anton Zündt)
- Edward Georges Bulwer-Lytton: Rienzi, or The Last Of The Tribunes. In: derselbe: Complete Works, Bd. 9. Fr. Fleischer, Leipzig 1835.
- Richard Wagner: Rienzi, der letzte der Tribunen. Große tragische Oper in fünf Akten. 1837.
- Friedrich Engels: Cola di Rienzi (dramatischer Entwurf, Handschrift, 1840/1841)
- Julius Mosen: Cola Rienzi, der letzte Volkstribun der Römer. Ein Trauerspiel. Cotta, Stuttgart 1842 (Digitalisat der Ausgabe von 1863 (S. 285–414) bei Google Books)
- Christian Essellen: Rienzi Cola. Ein Trauerspiel in fünf Akten. Grote, Arnsberg 1848 (Digitalisat, abgerufen am 14. Januar 2021.)
- Klaus Nitzsche: Cola di Rienzi. Historischer Roman. Verlag der Nation, Berlin 1975.

## Literatur

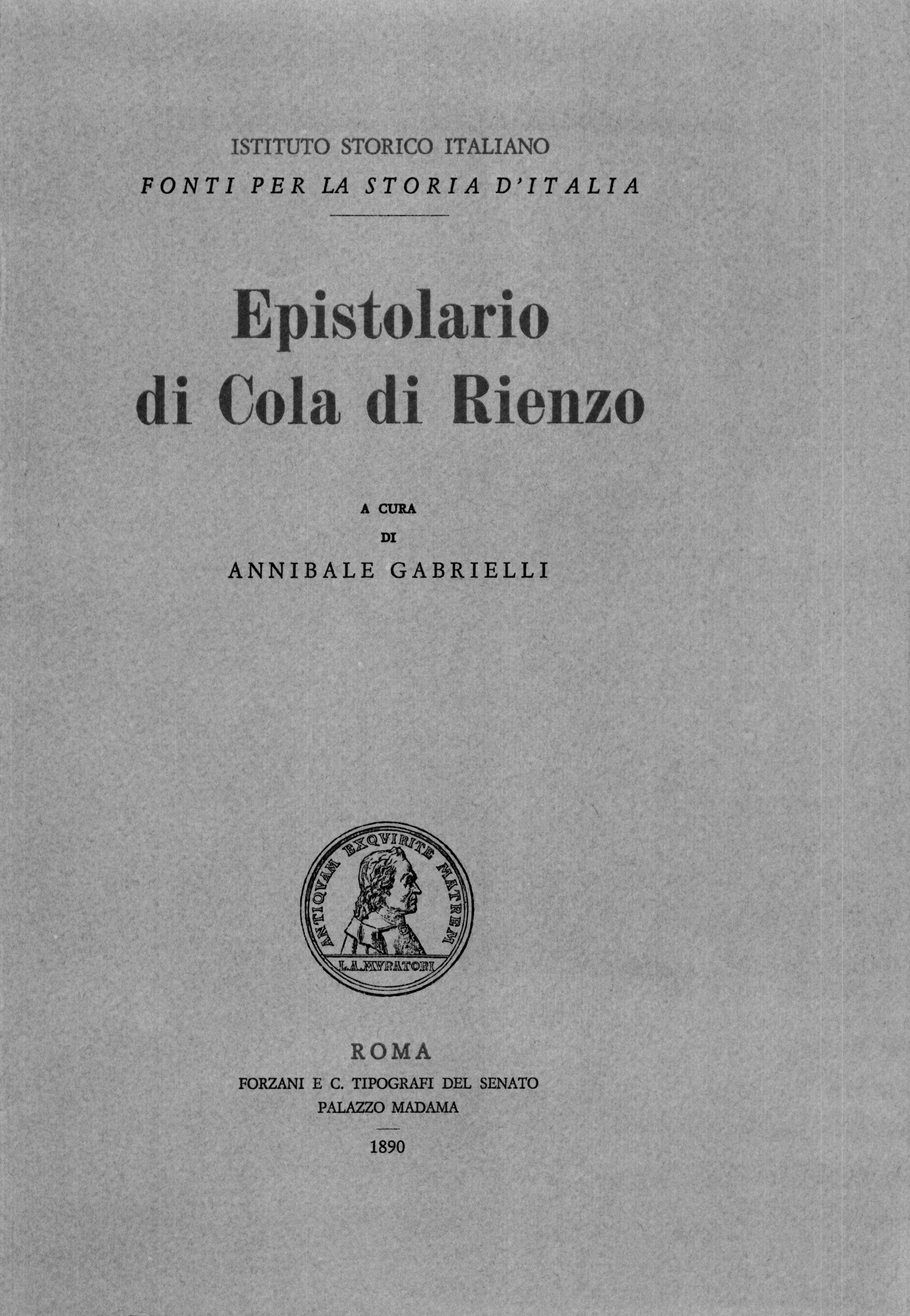
Epistolario di Cola di Rienzo